# Эльдфедль
Эльдфедль (исл. Eldfell; в пер. Огненная гора) — трещинный вулкан в Исландии, входит в вулканический комплекс Вестманнаэйяр.
Вулкан Эльдфедль находится на острове Хеймаэй архипелага Вестманнаэйяр, к югу от собственно Исландии. Образовался 23 января 1973 года в результате извержения на окраине города Хеймаэй. Извержение Эльдфедля было и для учёных, и для местных жителей полной неожиданностью. Выбросы из вулкана продолжались до июля 1974 года, после чего Эльдфедль утратил активность. Новые извержения, по мнению специалистов, маловероятны. Высота Эльдфедля составляет около 200 метров.
Во время извержения 23 января 1973 года лежащий по соседству город Хеймаэй был практически засыпан чёрным вулканическим пеплом, многие дома разрушены. Стекавшая в море раскалённая лава угрожала существованию рыболовного и транспортного порта Хеймаэй. Всё население острова (4.227 человек) было срочно эвакуировано судами рыболовного флота острова. После окончания активной фазы извержения и восстановления строений подавляющая часть местных жителей вернулась на остров. Охлаждённая с помощью морской воды, стекавшая в океан и постепенно застывавшая лава увеличила площадь острова. На этой новой территории были построены 200 новых зданий.

#### Извержение
Примерно в 20:00 21 января 1973 года возле города Хеймаэй началась серия небольших подземных толчков. Они были слишком слабы, чтобы их ощутили жители острова. Затем сейсмическая станция, расположенная в 60 километрах от материка, зафиксировала более 100 крупных подземных толчков в период с 01:00 до 03:00 22 января, которые оказались исходящий с юга Хеймаэй. Дрожание продолжалось с пониженной скоростью до 11:00 в тот день, после чего они прекратились до 23:00 в тот вечер. С 23:00 до 01:34 23 января было зафиксировано семь подземных толчков, которые становились все более мелкими и частыми, а эпицентр переместился ближе к городу. Самый большой толчок составил 2,7 по шкале Рихтера.
Маленькие подземные толчки распространены на границах плит, и их не восприняли как предвестников значительного извержения. Поэтому начало извержения оказалось неожиданным. В 01:55 23 января на восточной стороне острова, в километре от центра города Хеймай, примерно в 200 метрах (650 футов) к востоку от Киркьюбара (церковная ферма), начала раскрываться трещина.
Трещина быстро увеличилась от 300 метров вначале до почти 3 километров в длину и рассекла остров от одного берега до другого. Активность также началась в открытом море под водой, на северном и южном концах трещины. Фонтаны лавы высотой от 50 до 150 метров забили вдоль всей трещины. Но вскоре активность сконцентрировалась в одной точке, около 0,8 километра к северу от старого вулканического конуса Хельгафель, вблизи восточной окраины города.
В первые дни извержения скорость выброса лавы и тефры (пепел, шлаки, пемза, камни) от трещины оценивалась в 100 кубических метров в секунду, и в течение двух дней лавовые фонтаны построили шлаковый конус выше 100 метров высотой. Сперва новому вулкану дали название Kirkjufell (Церковная гора), из-за его близости к церкви Kirkjubær. Это имя не было принято официальным исландским комитетом по именованию мест, который выбрал вместо этого Эльдфедль (Огненная гора), несмотря на возражения местных жителей. Стромболианские выбросы и взрывы продолжались до 19 февраля, засыпая пеплом северную часть острова и увеличив конус до высоты 200 метров. Столб дыма и пепла «иногда поднимался до 9 тыс. метров или почти до тропопаузы». Лавовые потоки из конуса направлялись на север и восток, создавая «непрерывно расширяющуюся дельту лавы» вдоль восточного побережья острова, а также в гавань.
К началу мая высота потока лавы  составляла от 9 до 21 м .. Поток нес большие блоки от основного разорванного конуса, а также вулканические бомбы. «Вязкость осколков лавы, выбрасываемых взрывами, была для базальта относительно высокой. Было получено очень небольшое разбрызгивание, и иногда бомбы взрывались в полете (предположительно из-за быстрого образования пузырьков) и при падении». Высокая вязкость привела к образованию массивного, густого потока лавы, который медленно, но неуклонно двигался к северу, северо-востоку и востоку.
Из разных мест во время извержения собрали пробы вулканических газов. В море вдоль погруженной части активной эруптивной трещины пробы показали преимущественно углекислый газ, а газы из остывающих потоков лавы составляли около 70 % водорода. Обнаружилось, что вулканические газы собираются в низинах в восточной части острова.

Карта острова Хеймаэй после извержения Эльдфедля.

#### Эвакуация
В первые же часы извержения Исландская государственная организация гражданской обороны эвакуировала почти все население Хеймэя. Эвакуация была необходима, потому что потоки лавы уже продвигались в восточную часть города, и маленький остров могло попросту засыпать пеплом. Также опасались отравлений из-за выбросов вулканических газов. В дни, предшествовавшие извержению, случился сильный шторм, и почти весь рыболовный флот собрался в гавани. Это оказалось большой удачей и позволило быстро организовать эвакуацию. Людей предупреждали о ситуации гудением пожарных сирен. Жители собрались в гавани с вещами, которые могли унести с собой. Первые лодки отправились в близлежащий городок Торлауксхёбн около 02:30, уже через полчаса после начала извержения.
Большая часть населения покинула остров на рыбацких кораблях. К счастью, потоки лавы и падение тефры поначалу не повлияли на взлетно-посадочную полосу аэропорта Вестманнаэйяр, и нескольких человек, неспособных передвигаться, вывезли по воздуху — пожилых людей и пациентов больницы. Самолеты прибыли из Рейкьявика и Кеблавика, чтобы ускорить процесс. В течение шести часов после начала извержения почти все 5300 жителей острова вывезли на побережье Исландии. Некоторые остались, чтобы попытаться спасти дома и вывозить вещи. Скот, лошади и овцы, остались на острове и погибли. К концу дня всех эвакуированных расселили по городам и поселкам Исландии, где их принимали к себе родные, друзья и даже незнакомые люди.

#### Дома рушатся, земля строится
Дома вблизи трещины были быстро разрушены потоками лавы и завалены вулканическими бомбами. Через несколько дней после начала извержения ветер сменился на восточный, в результате большую часть острова засыпало тефрой. Это нанесло большой экономический ущерб, поскольку многие дома обрушились под весом пепла, выпавшего на их крыши. Однако бригады добровольцев активно работали, сгребая пепел с крыш и заколачивая окна, и смогли спасти немало построек. К концу января пепел покрыл большую часть острова, местами достигая глубины 5 метров. Некоторые дома сгорели из-за пожаров, вызванных раскаленными лавовыми бомбами, или оказались погребены под наступающей лавой.

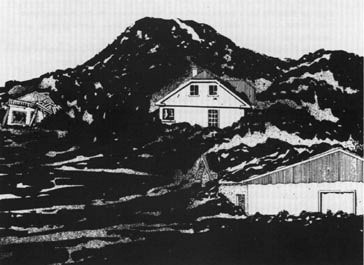
Дома Хеймаэй, засыпанные пеплом

К началу февраля падение тефры прекратилось, но теперь потоки лавы стали главной угрозой. Подводная вулканическая активность в северной части трещины привела к разрыву кабеля электропередачи и водопровода, который поставлял электроэнергию и воду с Исландии. Вдобавок потоки лавы потекли в сторону гавани, что вызвало серьезные опасения — если гавань окажется разрушена, рыбная промышленность, основа местной экономики, погибнет. Поскольку Хеймаэй в тот момент создавал примерно 3 % ВНП Исландии, уничтожение местной рыбной промышленности болезненно сказалось бы на экономике всей страны. К началу мая около 300 зданий были затоплены лавой или сгорели, а 60-70 домов засыпало пеплом.

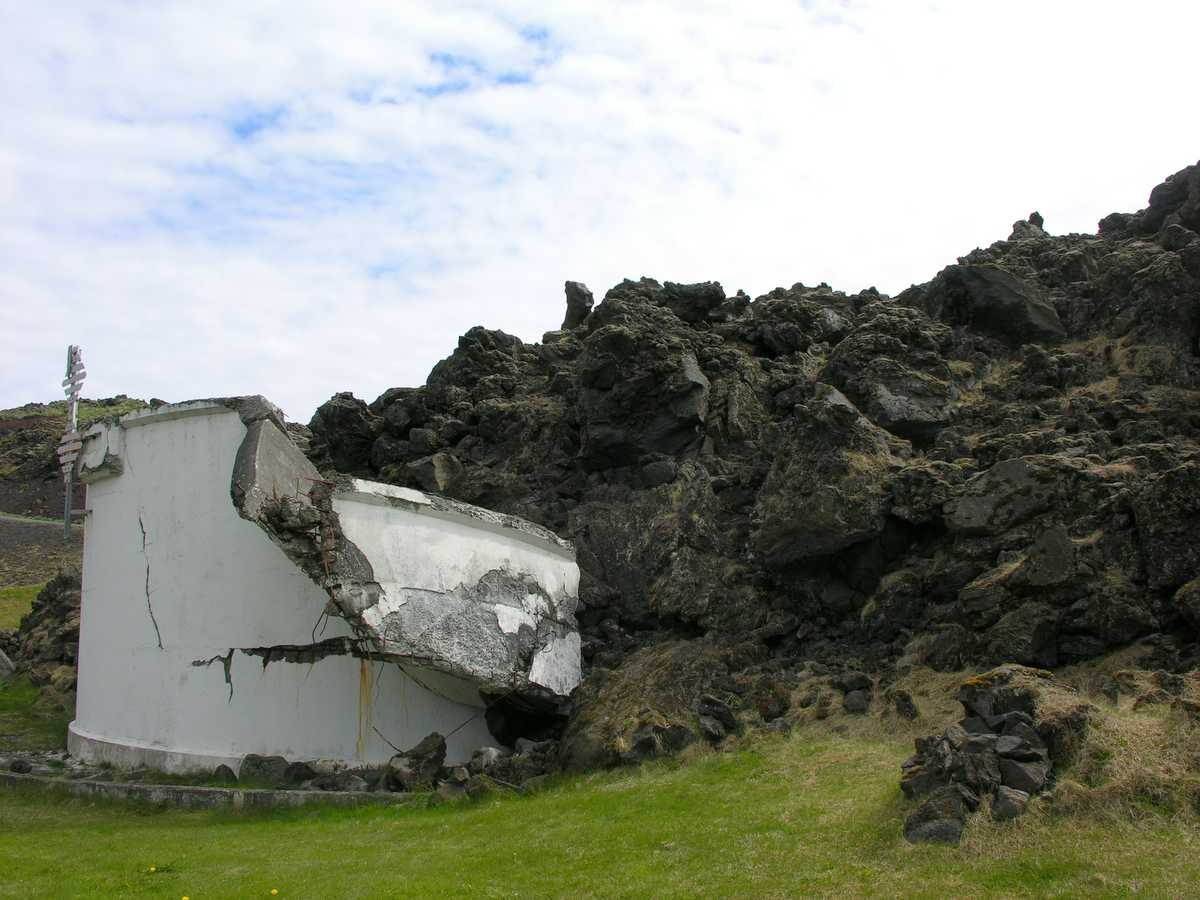
Водяная цистерна, раздавленная краем лавового потока

Лавовые потоки также стекали в море к востоку от острова, создавая новые участки суши и добавив более 2 км² к острову, но при этом оказались разрушены несколько сотен домов в восточной части города. Потоки лавы были многометровой толщины и вязкими по составу, так называемая аа-лава, с грубой, покрытой обломками застывшего базальта поверхностью (исл. apalhraun). Позже в течение извержения лава уничтожила один рыбоперерабатывающий завод и повредила два других.
Несмотря на близость извержения к городу и значительный материальный ущерб, погиб только один человек: он ворвался в аптеку, чтобы добыть наркотики и задохнулся от затопивших помещение вулканических газов. Углекислый газ с небольшими количествами ядовитых газов накапливался во многих зданиях, частично засыпанных пеплом, особенно в подвалах, поэтому ещё несколько человек пострадали при входе в такие дома. Чтобы справиться с накоплением ядовитого газа, в городе построили стену из тефры для отвода газов из города и выкопали глубокую траншею для отвода СО (углекислого газа). Это помогло лишь отчасти, так как основывалось на предположении, что газы выделились в самом разломе и оттуда поступали на поверхность. Во время извержения лавовые массы приподняли поверхность восточной части острова, в толще слагающих остров старых лав возникли многочисленные трещины, и магматические газы, включая CO просочились через них на поверхность прямо в городе.

#### Залить лаву
Самой большой угрозой было разрушение или затопление лавой гавани острова. На крайний случай возник план прорубить низкую песчаную косу на северной стороне острова, чтобы создать новый канал в гавань. Появился также план замедлить продвижение лавы на суше, охладив водой ее поверхность. Известны были попытки замедлить потоки лавы, поливая их водой, на Гавайях и на вулкане Этна, но успеха они не имели. Геолог, гляциолог и вулканолог профессор Торбьерн Сигургейрссон (швед. Þorbjörn Sigurgeirsson) счел, что можно затруднить движение лавы, охладив фронт потока до затвердения.
6 февраля предприняли первую попытку. Поначалу объем перекачиваемой воды был небольшим, около 100 литров в секунду. Перед охлаждением поток лавы был покрыт вулканическими бомбами и блоками застывшего базальта и имел красноватый цвет. После охлаждения поверхность стала еще более неровной и изменила цвет на серый. Почти вся выливаемая на поверхность лавы вода превращалась в пар.
Водяное охлаждение лавы посчитали эффективным и усилили.
В начале марта большая часть стенки кратера откололась от вершины Эльдфедля и поплыла по поверхности потока лавы к гавани. Кусок, получивший название Flakkarinn (исл. странник), мог серьезно угрожать гавани, если бы дополз до нее, и спасатели прикладывали все усилия, чтобы помешать его продвижению. Профессор Сигургейрссон давал советы насосным бригадам, куда направить усилия, чтобы замедлить потоки. В конце концов обломок самостоятельно распался на две части, которые остановились примерно в 100 метрах от устья гавани.

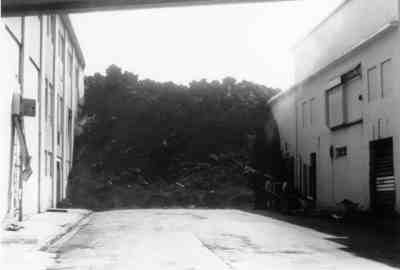
Поток лавы на улице Хеймаэй

Приехавший наблюдать извержение французский вулканолог Гарун Тазиев сообщал в своей книге «Запах серы», что к тому времени, как лаву начали поливать водой, лавовые потоки возле города и гавани уже сильно замедлились (движение стало с трудом заметно) и через некоторое время благополучно остановились сами по себе. По его словам, первые попытки замедлить лаву водой разрешили скорее для того, чтобы занять людей каким-то делом в безнадежной ситуации. Гораздо большую опасность Гарун Тазиев видел в том, что в случае длительного извержения новые трещины могли раскрыться непосредственно в городе и тогда уже окончательно похоронить его под новыми вулканическими конусами и потоками лавы (и появление магматических газов в городе, просочившихся из трещин в земле, он рассматривал как признак этой опасности). А попытки остановить многометровые лавовые потоки, поливая их водой из насосов, он уподобил попыткам «потушить большой пожар, пописав на огонь». Однако, по его словам, затем администрация острова прислушалась к мнению начинающего американского вулканолога, одобрившего эту операцию. По его рекомендации были даже вызваны американские пожарные катера с мощными насосами, которые появились именно в то время, когда лавовые потоки уже остановились.
Для охлаждения лавы устроили масштабную операцию. Сверху лавового потока даже проложили сеть труб, чтобы охлаждать морской водой как можно большую площадь. Насосы были теперь способны распылять до 400 литров в секунду. Опоры для труб временами загорались (деревянные) или плавились (алюминиевые) из-за жара. Одновременно поливали водой в этот период до 12 тыс. м² лавы. Люди, прокладывавшие трубы, получали ожоги.
К концу марта тридцать два насоса, каждый с производительностью до 1000 литров в секунду были привезены из Соединенных Штатов (возможно, тем самыми пожарными катерами, о которых упоминает Тазиев) и были подключены к операции. Некоторые вулканологи утверждают, что после этого продвижение потоков резко замедлилось и вскоре остановилось.
Сигургейрссон назвал эти защитные меры «несомненно, самыми обширными, которые когда-либо использовались при извержении вулкана», и сказал, что «если бы не охлаждение, можно было ожидать, что лавовый язык продвинется заметно дальше [в гавань]… по своему пути. Только около 100 метров осталось лаве до блокады входа в гавань».
Операция охлаждения завершилась 10 июля 1973 года, и было откачано примерно 7,3 млн кубических метров морской воды. Это могли сделать только благодаря особым местным условиям. Во-первых, первоначальное извержение было недалеко от центра города и гавани. Во-вторых, поток лавы двигался медленно и постепенно. В-третьих, морская вода была доступна прямо здесь же, в гавани. И в-четвертых, было легко перемещать трубы и насосное оборудование, так как дороги и улицы были в хорошем состоянии. (3). Стоимость всей операции в то время составила 1 447 742 долл. США на тот момент. Извержение Эльдфедля постоянно освещалось в новостях исландскими журналистами. В Европе оно было одной из самых важных новостей в этот период. Много внимания уделялось усилиям островитян замедлить продвижение лавы. Такое внимание к извержению на острове Хеймаэй привело к заметному росту потока туристов в Исландию после его завершения.

#### Извержение стихает

Нарастание береговой линии Хеймаэй в течение извержения Эльдфьедля

Объем лавы, выделяющейся во время извержения, после первых нескольких дней активности постоянно снижался. По сравнению с первоначальной скоростью в 100 кубометров в секунду, уровень выбросов снизился до примерно 60 кубометров в секунду к 8 февраля и составил всего 10 кубометров в секунду к середине марта. После этого снижение стало медленнее, но к середине апреля скорость потока упала примерно до 5 кубометров в секунду. Извержение считается завершившимся в начале июля, когда движение лавы на поверхности больше не наблюдалось, хотя потоки под ее поверхностью могли продолжаться еще несколько дней. Незадолго до окончания извержения наклономер в 1150 метрах от кратера, измерявший деформацию грунта в течение извержения, обнаружил оседание в районе кратера: это означало, что неглубокая магматическая камера, питавшая извержение, опустела. Объем лавы и тефры, выброшенных во время пятимесячного извержения, оценивается примерно в 0,25 км³. Около 2,5 км² новых земель добавились к острову, увеличив его площадь примерно на 20 %. Вход в гавань сильно сузился, но не был перекрыт. Новый участок берега преградил доступ волнам и даже улучшил укрытие, предоставленное гаванью.

#### После извержения
К концу 1975 года на Хеймаэй вернулось примерно 85 % прежнего населения. Почти половина жителей разрушенных домов не вернулись до конца 1975 года. Из тех, чьи дома уцелели, не вернулись всего 27 %.
К 1974 году рыболовные компании на островах Вестманнаэйяр восстановили прежний уровень производства. Неожиданно новое лавовое поле улучшило гавань на Хеймаэй. Также неожиданно вынужденное перемещение положительно повлияло на заработки людей и на образование тех, кто был моложе 25 лет на момент извержения.
Внутри лавовых потоков могут много лет сохраняться температуры в несколько сотен градусов, так как теплопроводность этих пород очень низкая. После окончания извержения ученые оценили целесообразность извлечения геотермального тепла из постепенно охлаждающихся потоков. Вскоре разработали экспериментальные системы отопления, и к 1974 году к ним подключили первый дом, затем еще несколько домов и больницу. В 1979 году началось строительство четырех более крупных установок для отвода тепла из потоков. Каждая извлекала энергию из ста квадратных метров лавового потока, закачивая воду его разогретое нутро и собирая полученный пар. Станции могут генерировать до 40 МВт электроэнергии, которая теперь снабжает горячей водой почти каждый дом на острове.
Изверженные породы использовали для ремонта аэропорта и строительства домов. Восстановление и реконструкция Хеймаэй велись всеми исландцами за счет налогов, а также за счет международной помощи на общую сумму 2,1 млн долл. США, главным образом из Дании, но со значительным вкладом Соединенных Штатов и ряда международных организаций. На улучшенную гавань острова Хеймаэй приходится около трети выловленной в Исландии рыбы, так что остров остается самым важным рыболовным центром страны. К концу извержения Эльдфедль поднялся примерно на 220 метров над уровнем моря. С тех пор его высота упала на 18-20 метров из-за уплотнения гравийной тефры и из-за ветровой эрозии. Островитяне высаживали траву вокруг нижних склонов, чтобы предотвратить дальнейшую эрозию. Предполагается, что конус будет весь покрыт травой, как соседний Хельгафедль. Эльдфедль был одним из самых известных современных извержений вулканов в мире.